# Museu dos motores e dos mecanismos
O Museu dos Motores e dos Mecanismos é um museu universitário localizado em Palermo, na Itália, e faz parte do Sistema Museal da Universidade de Palermo.
Inaugurado em 25 de fevereiro de 2011, apresenta uma coleção variada de motores e equipamentos industriais, científicos e pedagógicos, utilizados em diversos domínios de pesquisa e ensino desde a segunda metade do século XIX.
O museu dedica-se à pesquisa, restauração e difusão de seu patrimônio, em conformidade com as recomendações do ICOM (Conselho Internacional dos Museus). Organiza exposições, seminários, oficinas e atividades educativas, além de colaborar com outros museus, instituições e associações no âmbito das iniciativas culturais promovidas pela Universidade de Palermo.
Em 31 de maio de 2017, o museu foi reconhecido pela Sociedade Americana de Engenheiros Mecânicos (ASME) com a distinção "Mechanical Engineering Heritage Collection" por sua importância histórica, técnica e de coleção.

## A história da coleção

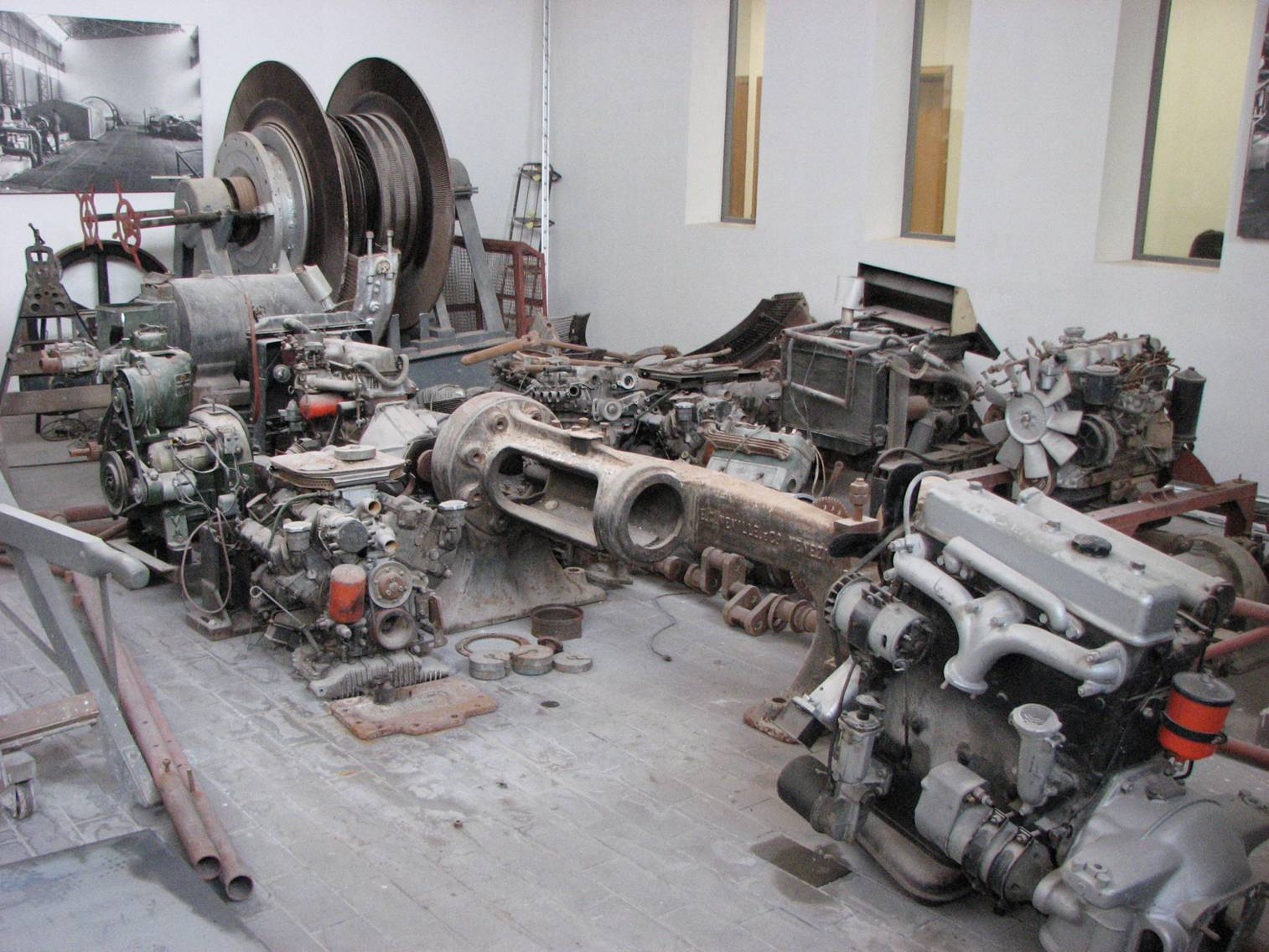
Um dos espaços do museu em 2008, com alguns artefatos, antes da restauração e musealização da coleção.

O museu abriga uma coleção diversificada de motores e equipamentos industriais, científicos e pedagógicos, adquiridos e utilizados em diferentes domínios de pesquisa e ensino desde a segunda metade do século XIX, com a fundação, em 1866, da Escola Real de Aplicação para Engenheiros e Arquitetos da Universidade de Palermo. A coleção permite ilustrar a evolução das máquinas de fluidos e dos estudos associados, abrangendo uma variedade de aplicações práticas, desde motores a vapor até motores a turborreatores e sistemas híbridos modernos.

## Motores estacionários

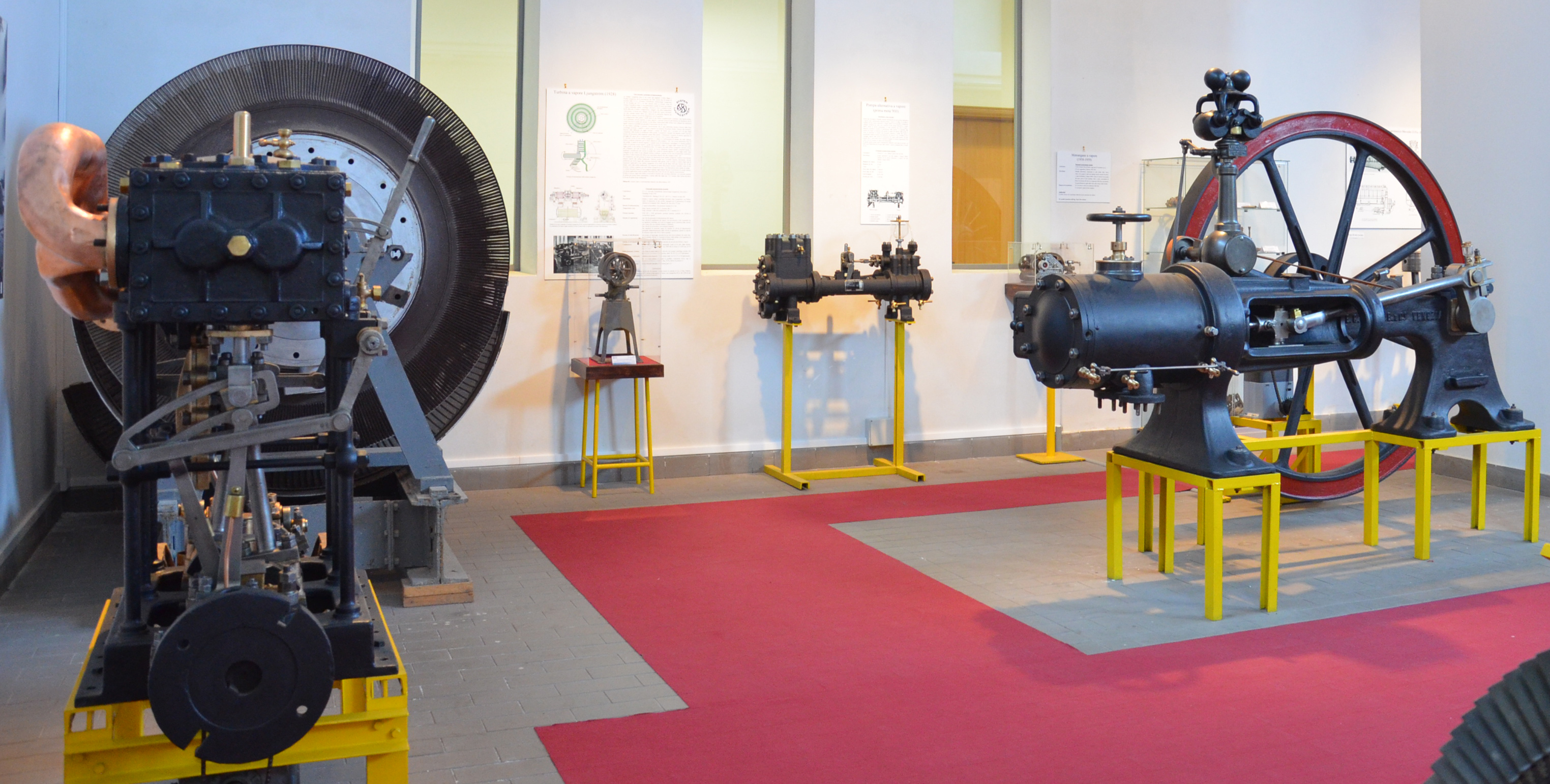
La sala de exposições dos motores estacionários

Os motores a vapor representam as primeiras máquinas modernas utilizadas para a transformação de energia. Desde a segunda metade do século XVIII, desempenharam um papel essencial na Primeira Revolução Industrial e nos avanços científicos e tecnológicos que marcaram o século XIX. Sua utilização na produção de matérias-primas, bens de consumo, bem como nos transportes e na produção de eletricidade, contribuiu de maneira significativa para a transição de uma sociedade agrícola, artesanal e comercial para um sistema industrial moderno.
Na Escola Real de Aplicação para Engenheiros e Arquitetos de Palermo, os primeiros estudos sobre motores a vapor remontam à metade do século XIX, como evidenciam algumas das máquinas estacionárias e instrumentos científicos mais antigos conservados no museu. A seção dedicada aos motores estacionários inclui também máquinas hidráulicas , como as turbinas Francis, Kaplan e Pelton, refletindo sua importância na evolução da tecnologia das máquinas de fluidos ao longo do tempo.

## Motores automóveis

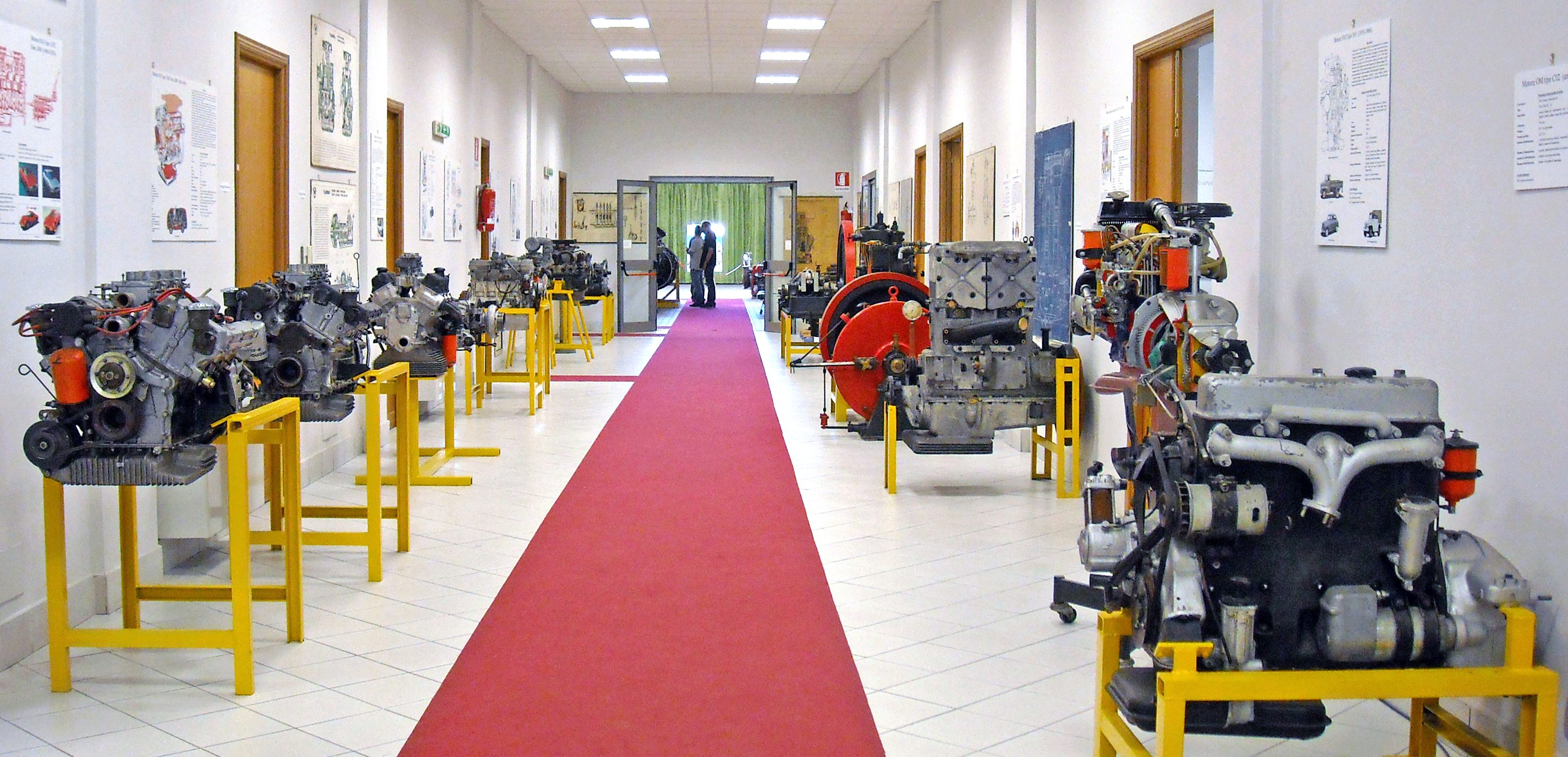
A sala de exposições dos motores automotivos

O museu apresenta uma coleção variada de motores automóveis, projetados para diversas aplicações. A maioria desses motores foi adquirida para atividades de pesquisa e ensino. Ao longo do tempo, foram gradualmente substituídos por modelos mais modernos, atualmente utilizados no laboratório de motores da Universidade de Palermo. Por exemplo, o contraste entre o motor Isotta Fraschini 8A de 1929 — um motor de 7,4 litros e 8 cilindros, produzindo 115 cv — e o motor Ford EcoBoost  de 2009, um motor de 1,0 litro e 3 cilindros que oferece a mesma potência, destaca os avanços no design, eficiência e nos materiais usados para os motores.
A coleção inclui também motores de importância histórica, como o da FIAT 8V, os FIAT-Ferrari Dinos, o moderno Ferrari 430, bem como o Lamborghini Aventador. Inclui também motores de motocicletas e caminhões, com exemplos como o Lancia-Junkers Tipo 89 e diversos protótipos experimentais.

## Motores de avião

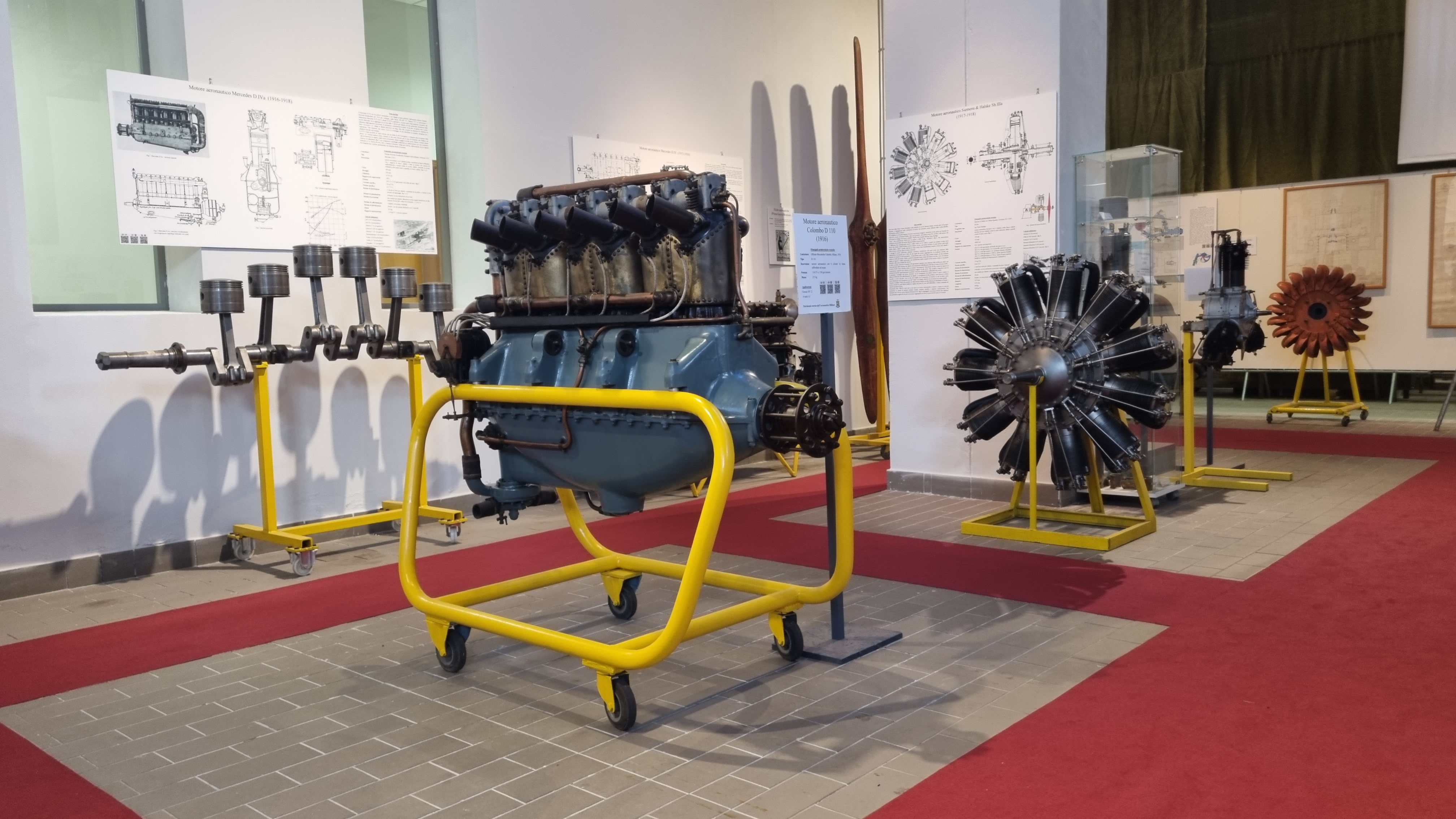
Motores de aviões da Primeira Guerra Mundial

O museu abriga uma coleção de motores de avião de grande importância histórica. Alguns desses motores datam dos primórdios da aviação, incluindo motores rotativos com cilindros radiais. Alguns dos exemplares mais antigos vêm da Alemanha e faziam parte de um lote de material técnico transferido para a Itália para fins de pesquisa após a Primeira Guerra Mundial. Entre esses motores está o motor rotativo francês "Le Rhône" 9Jbye um raro motor contra-rotativo Siemens-Halske Sh.IIIa, que representa um avanço na evolução dos motores rotativos com cilindros radiais.
A coleção também inclui motores das décadas de 1920 e 1930, fabricados na Itália para aviões de treinamento e aviação geral, além de motores de grande porte da Segunda Guerra Mundial, como o FIAT A.74, o FIAT A.80 e o Daimler-Benz DB 605, utilizados em aviões de caça alemães e italianos, como o Messerschmitt Bf 109, o FIAT G.55, o Reggiane Re.2005 e o Macchi C.205V. Uma seção da coleção também é dedicada aos motores a turboreator, abrangendo o período de 1940 a 1980, desenvolvidos em colaboração com a Aeronáutica italiana.

## Motores marítimos

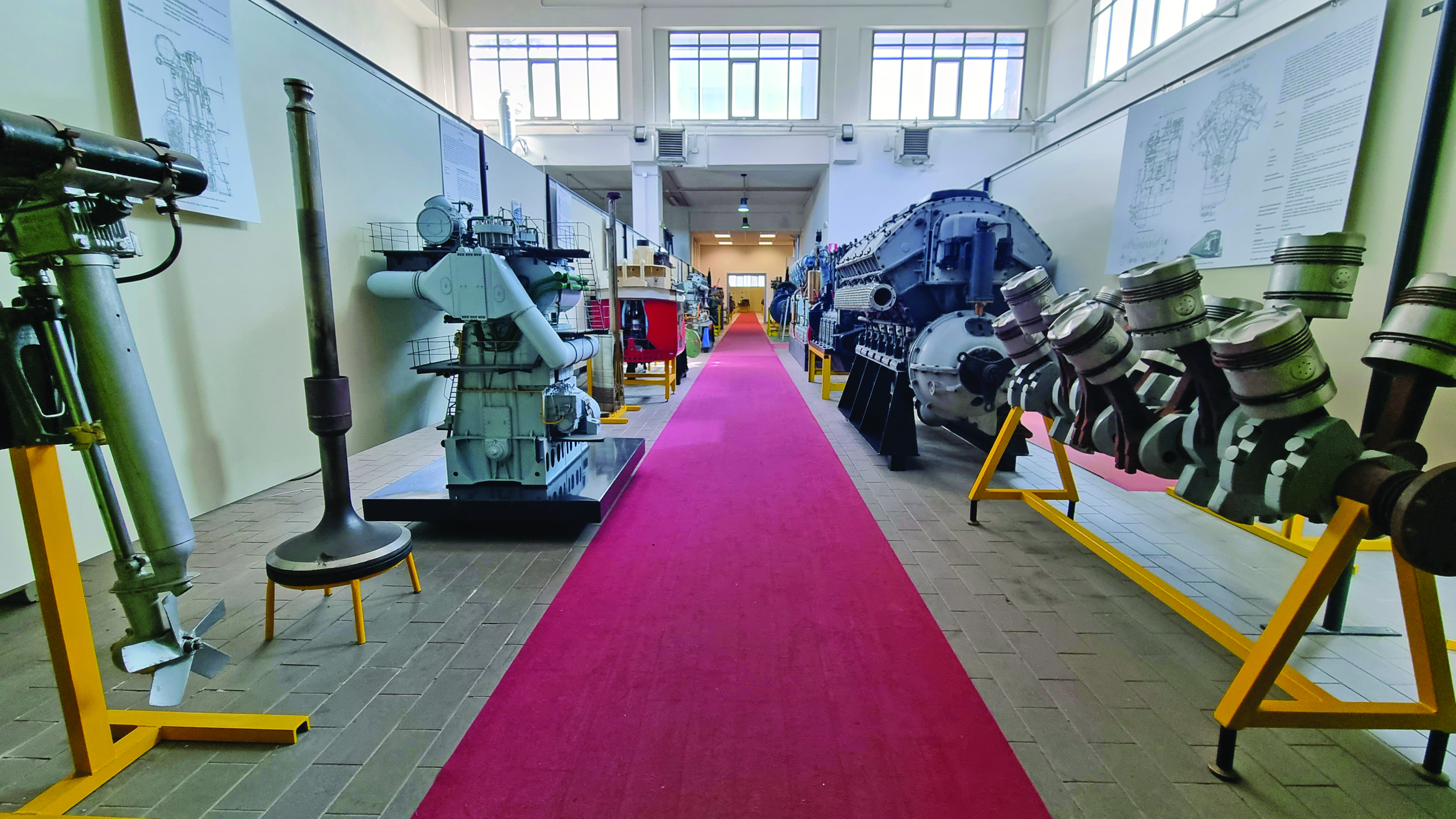
Seção dos motores marítimos do museu

A seção de motores marítimos do museu oferece uma visão geral da evolução dos motores marítimos, desde os motores a vapor até os modernos motores diesel de dois tempos utilizados em grandes navios. O item mais antigo da coleção é um motor a vapor com compressor datado do final do século XIX. A coleção também inclui alguns dos motores mais antigos da divisão Grandi Motori da FIAT ainda existentes, como o motor FIAT S6185 de 6 cilindros em linha (1908) e o motor 2C.116, primeiro motor diesel de dois tempos da FIAT, construído em 1909. O exemplar exposto foi utilizado como motor de estibordo no submarino Medusa da Regia Marina, afundado em 1915 durante a Primeira Guerra Mundial.
A coleção também inclui maquetes, como a do motor marítimo FIAT 1060S (1968), que representa o maior motor marítimo produzido pela FIAT.

## Avião histórico FIAT G.59 4B

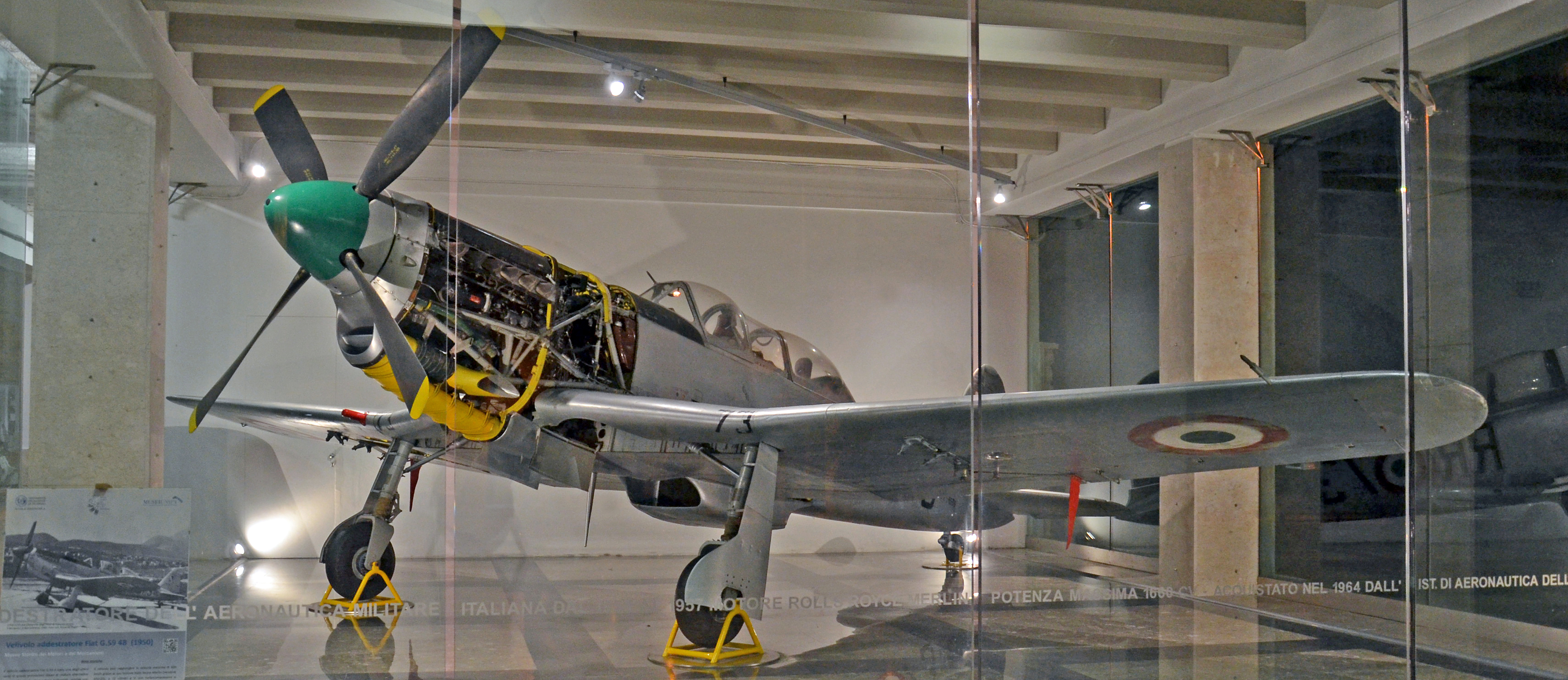
A Aviao histórica Fiat G.59 4B exposta em uma vitrine especialmente projetada

A coleção do museu inclui dois aviões: o Lockheed F-104S ASA-M, exposto no campus da Universidade de Palermo, e um dos apenas cinco FIAT G.59 sobreviventes, que está exibido em uma área dedicada do museu. O FIAT G.59, projetado pelo engenheiro aeronáutico italiano Giuseppe Gabrielli, foi um dos últimos aviões de alta performance equipados com motor a pistão e é considerado um símbolo do renascimento da indústria aeronáutica italiana pós-guerra. Foi desenvolvido a partir do FIAT G.55 Centauro, um caça italiano da Segunda Guerra Mundial.
O FIAT G.59 foi produzido pela FIAT no início dos anos 1950, com mais de 180 unidades fabricadas, principalmente para a Força Aérea Italiana como avião de treinamento avançado. Movido por um motor Rolls-Royce Merlin V-12 de 1.660 hp (modelo 500-20), o avião alcançava uma velocidade máxima de 609 km/h a 6.400 metros de altitude e um teto máximo de 12.100 metros. O FIAT G.59 4B preservado no museu é um modelo biposto que permaneceu em serviço na Força Aérea Italiana até 1964. Em seguida, foi adquirido para fins educacionais pelo Instituto de Aeronáutica da Universidade de Palermo. Em 2013, o avião foi completamente restaurado na oficina do museu.

## Mecanismos didáticos e equipamentos técnicos

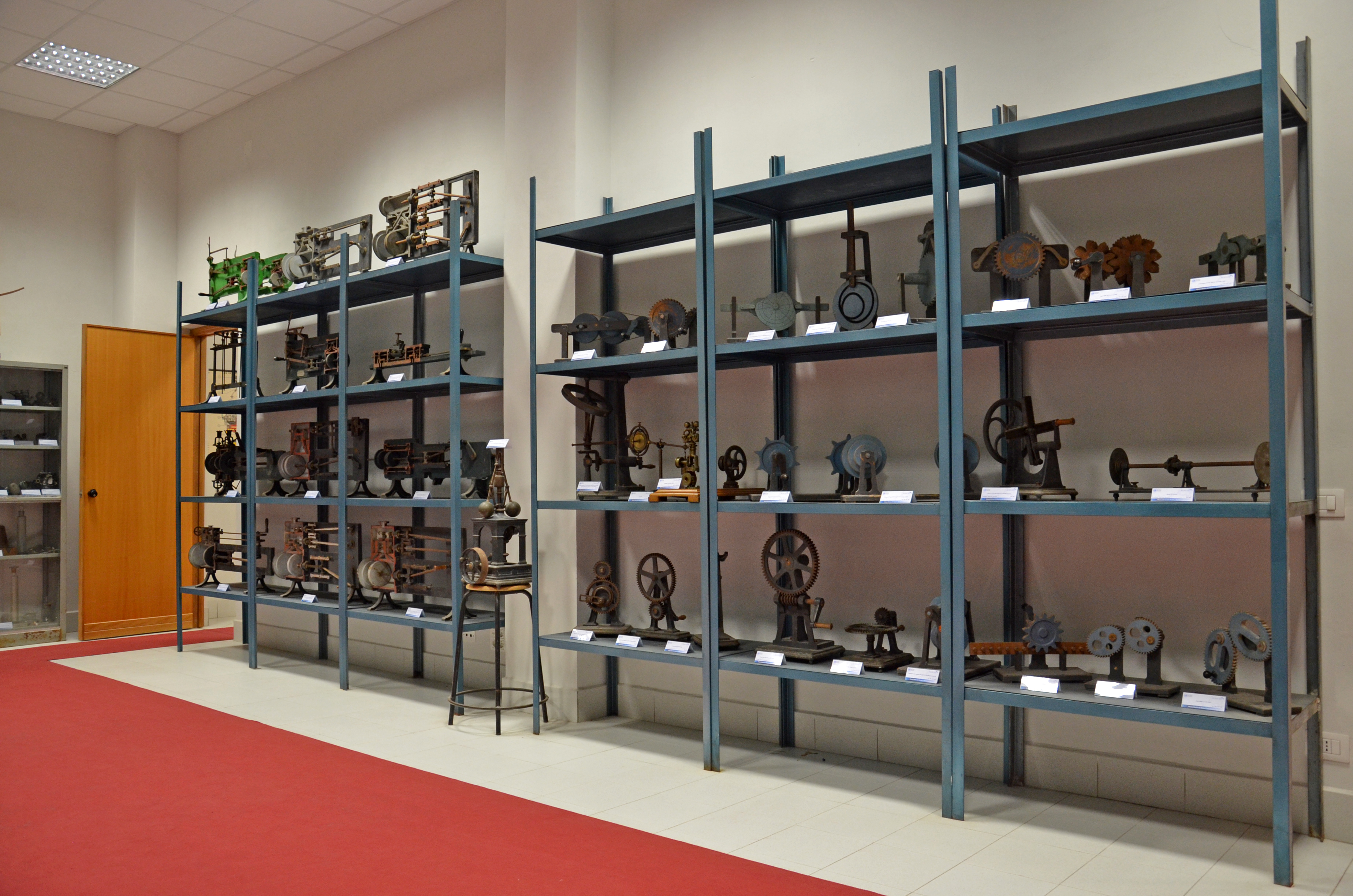
Mecanismos didáticos e equipamentos técnicos

O museu abriga uma coleção de modelos mecânicos educacionais datados da segunda metade do século XIX. Esta coleção inclui mais de uma centena de modelos em metal e madeira representando máquinas elementares, mecanismos e dispositivos que ilustram os perfis de acoplamento entre os elementos mecânicos. Esses modelos faziam parte do Gabinete de Mecânica Aplicada da Escola Real de Engenharia de Palermo, fundada em 1866. Alguns desses modelos ainda são usados hoje como ferramentas pedagógicas para explicar os princípios fundamentais da mecânica.
Além disso, o museu possui uma coleção de instrumentos científicos históricos, usados no estudo de motores, incluindo dispositivos de medição e vários tipos de bancos de testes para motores.

## Marco Histórico da ASME

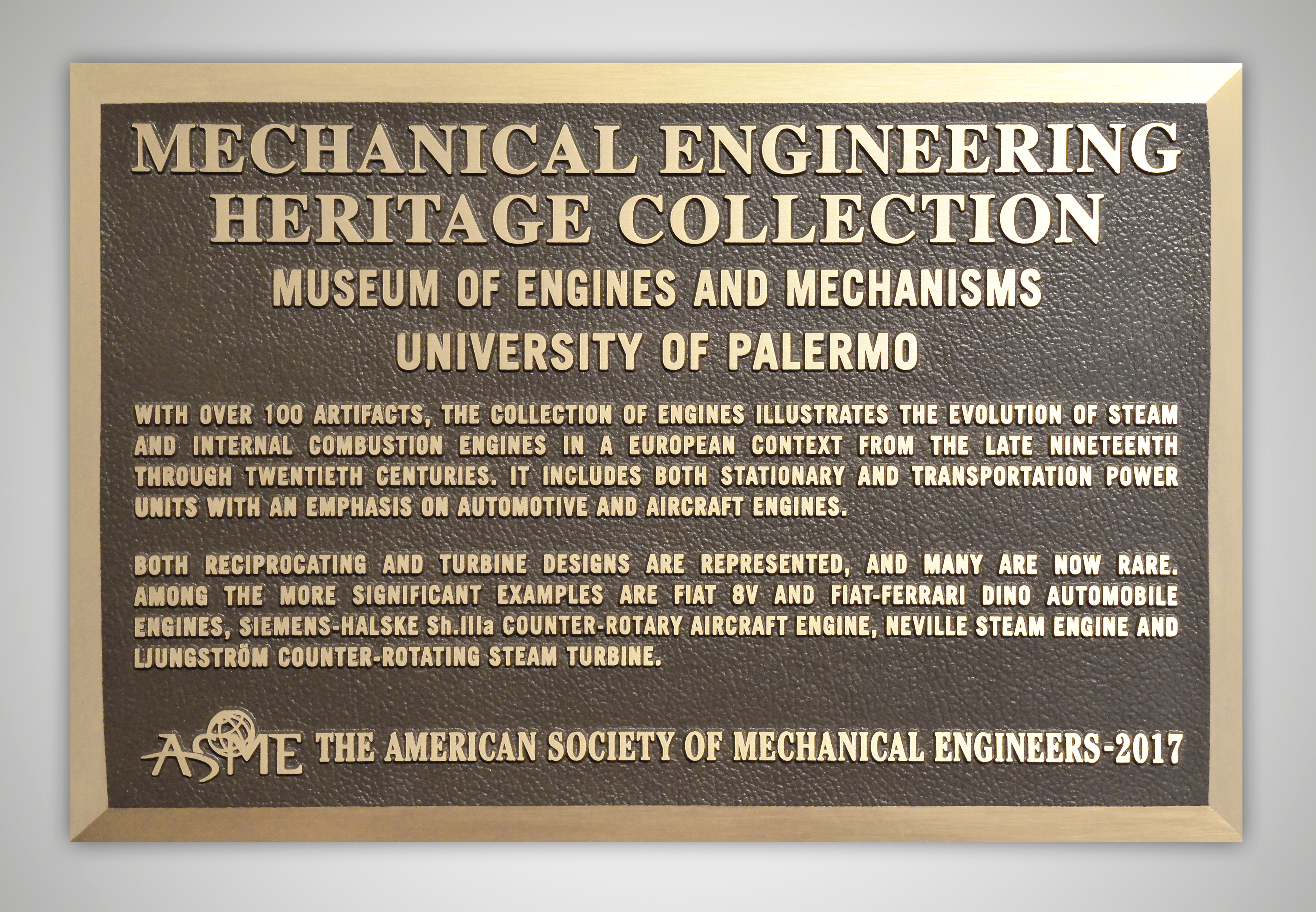
A placa ASME Landmark do Museu dos Motores

Em 31 de maio de 2017, em reconhecimento à sua importância histórica, técnica e de coleção, o museu foi a primeira coleção italiana a receber a distinção "Mechanical Engineering Heritage Collection", atribuída pela Sociedade Americana de Engenheiros Mecânicos (ASME). Este reconhecimento faz parte do programa History and Heritage Landmarks, lançado pela ASME em 1971.

## Galeria de imagens

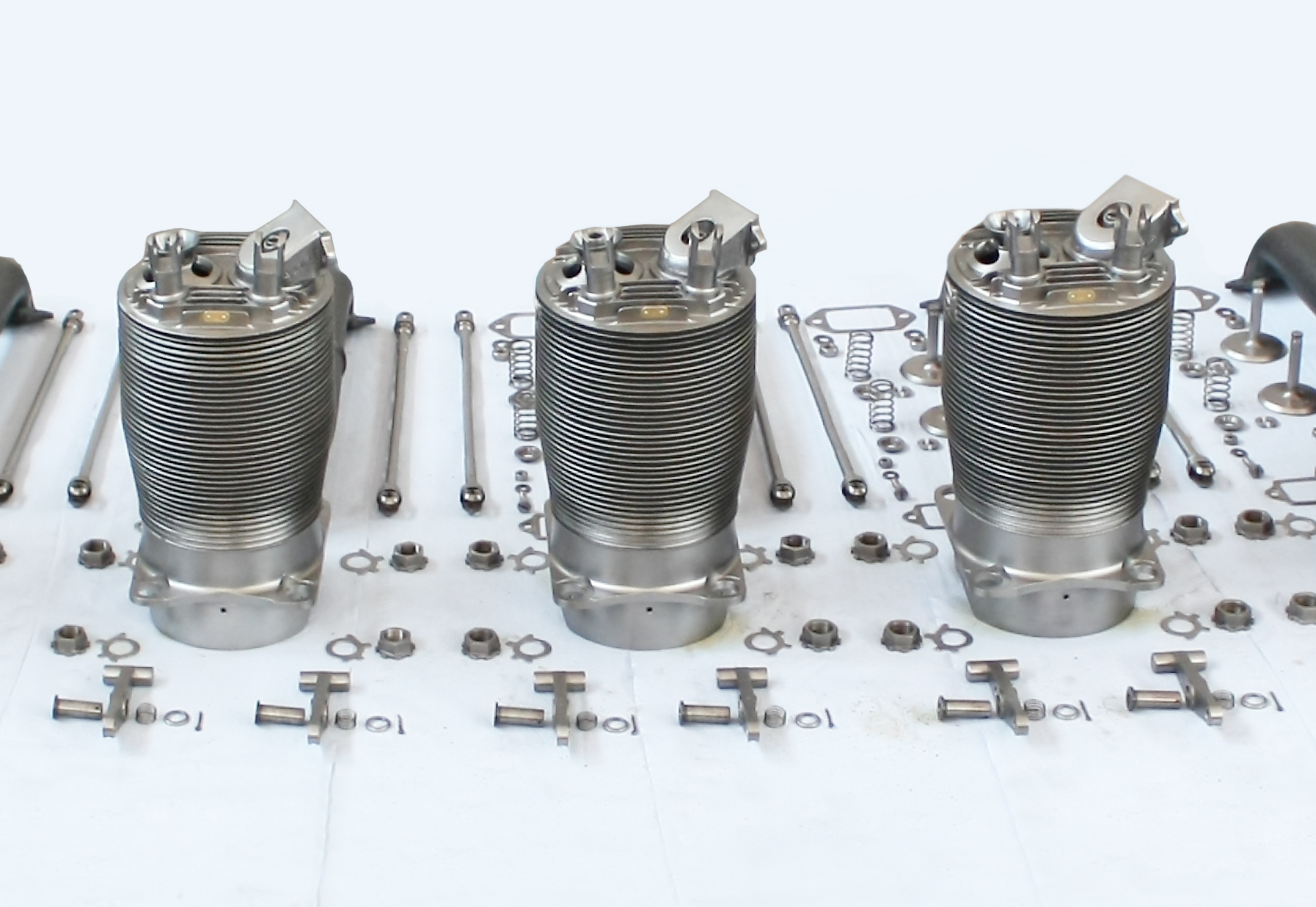
Os cilindros do motor de avião Siemens Halske Sh.IIIa em processo de restauração.
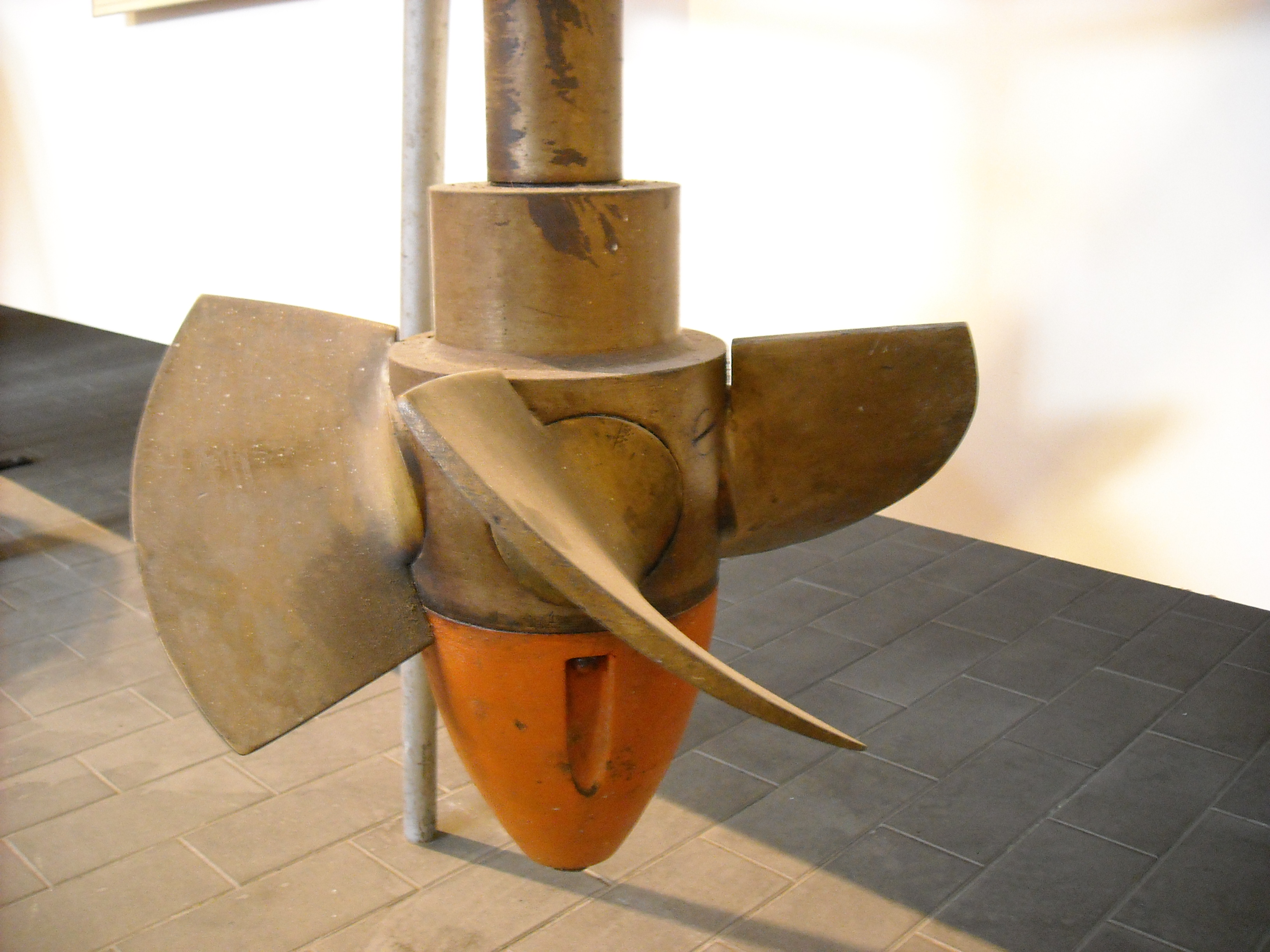
A turbina hidráulica Kaplan exposta no museu."
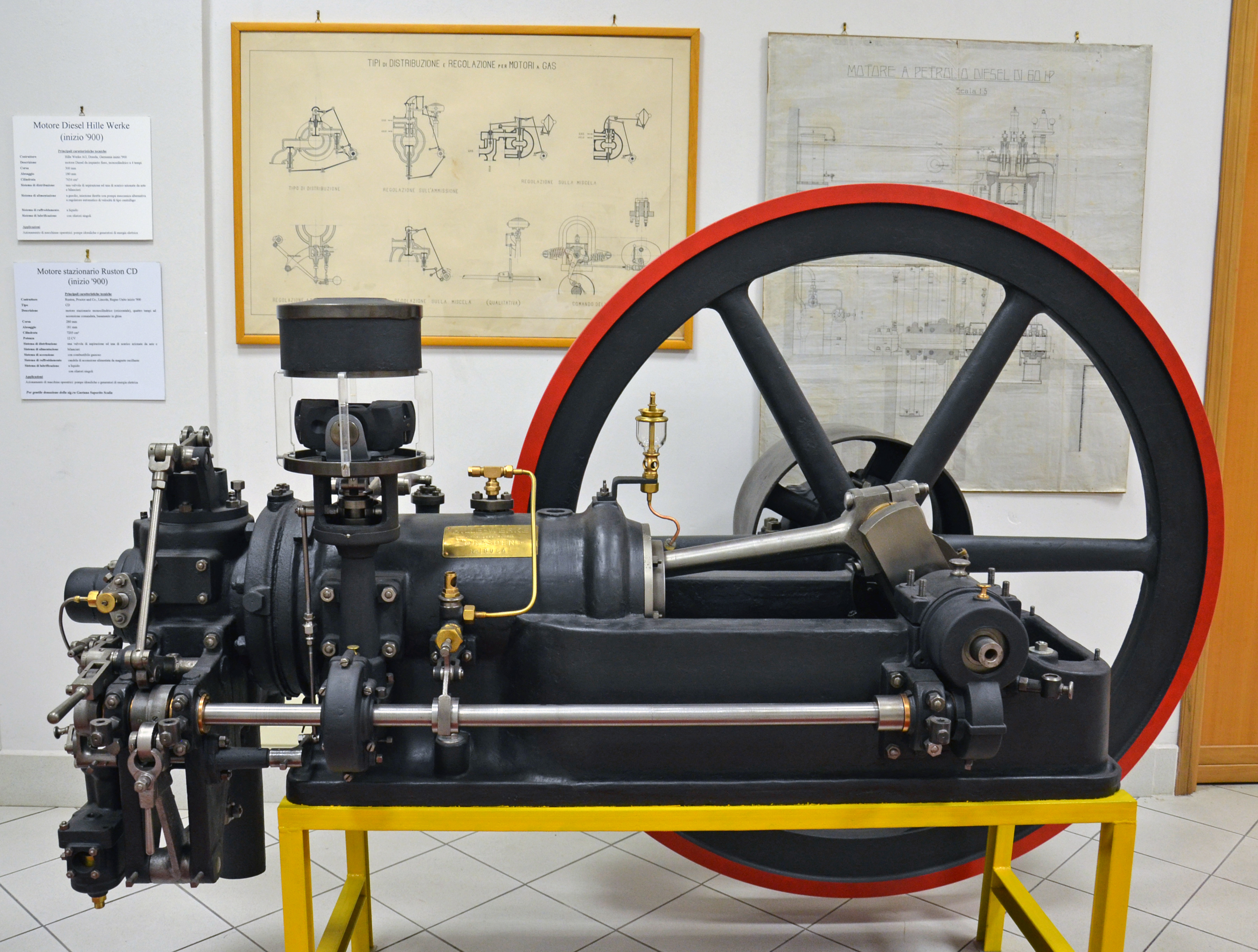
Motor estacionário a combustão interna Diesel de um único cilindro de 4 tempos Hille Werke
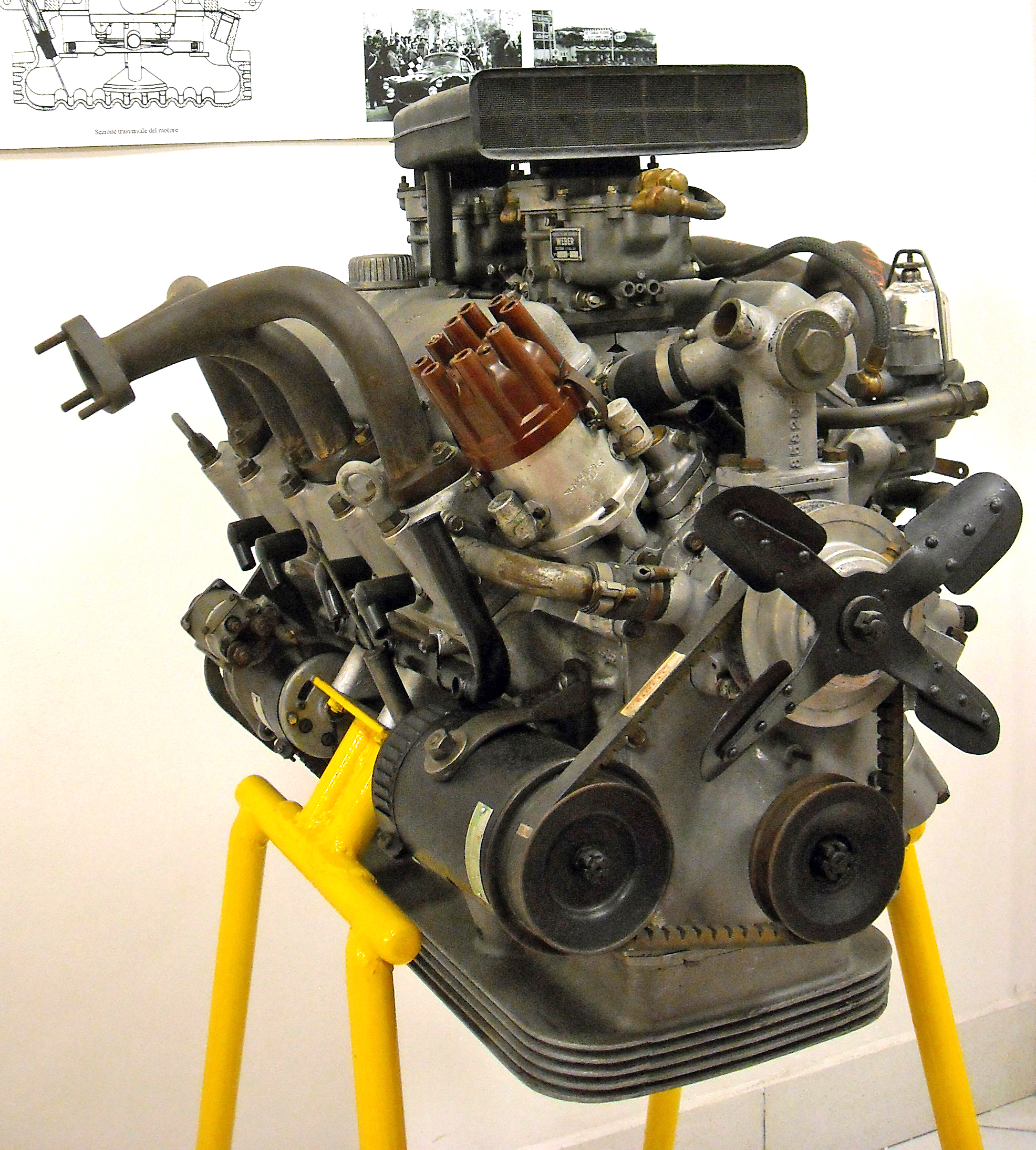
O motor FIAT 8V exposto no museu
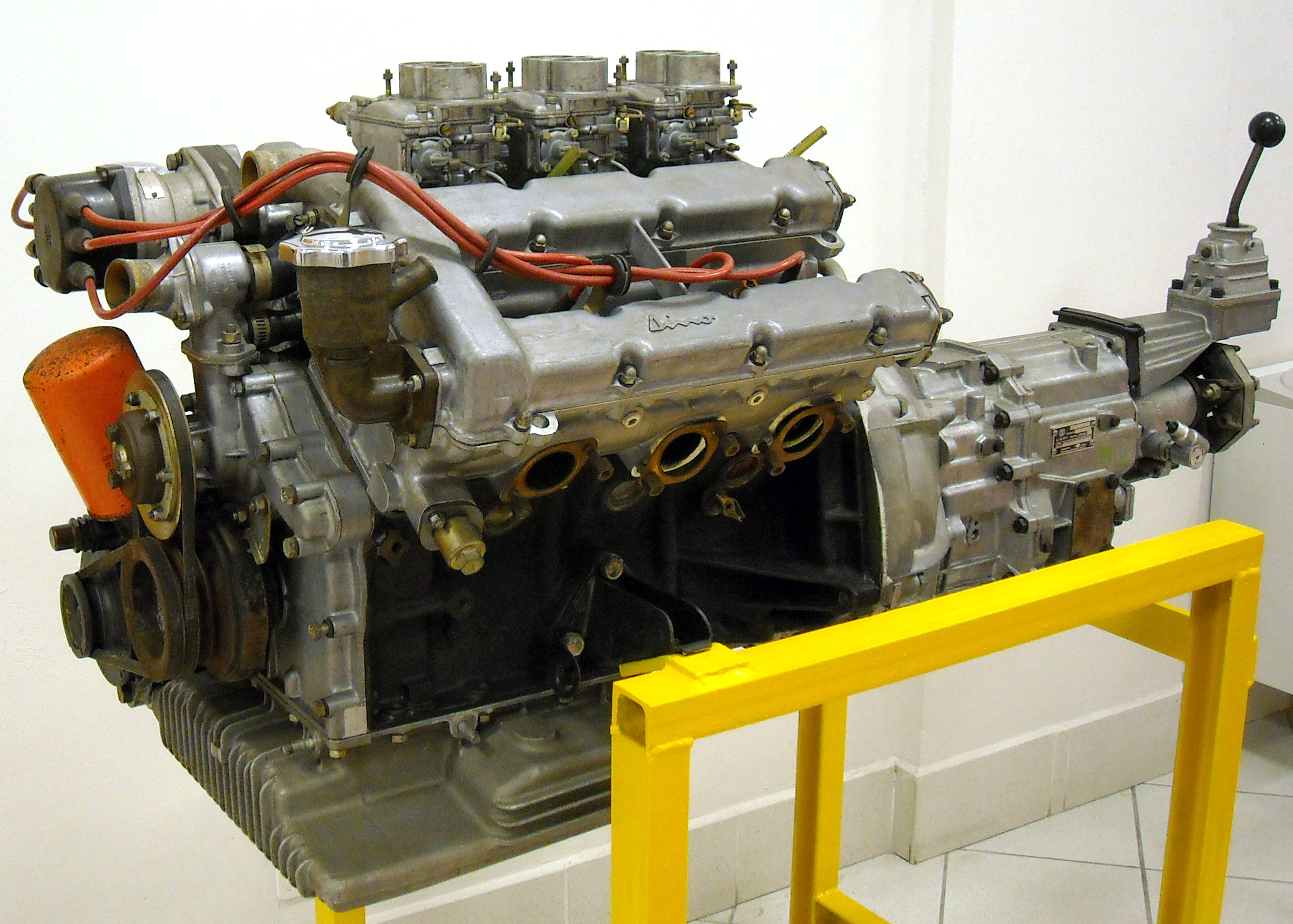
O FIAT Dino 2400 exposto no museu
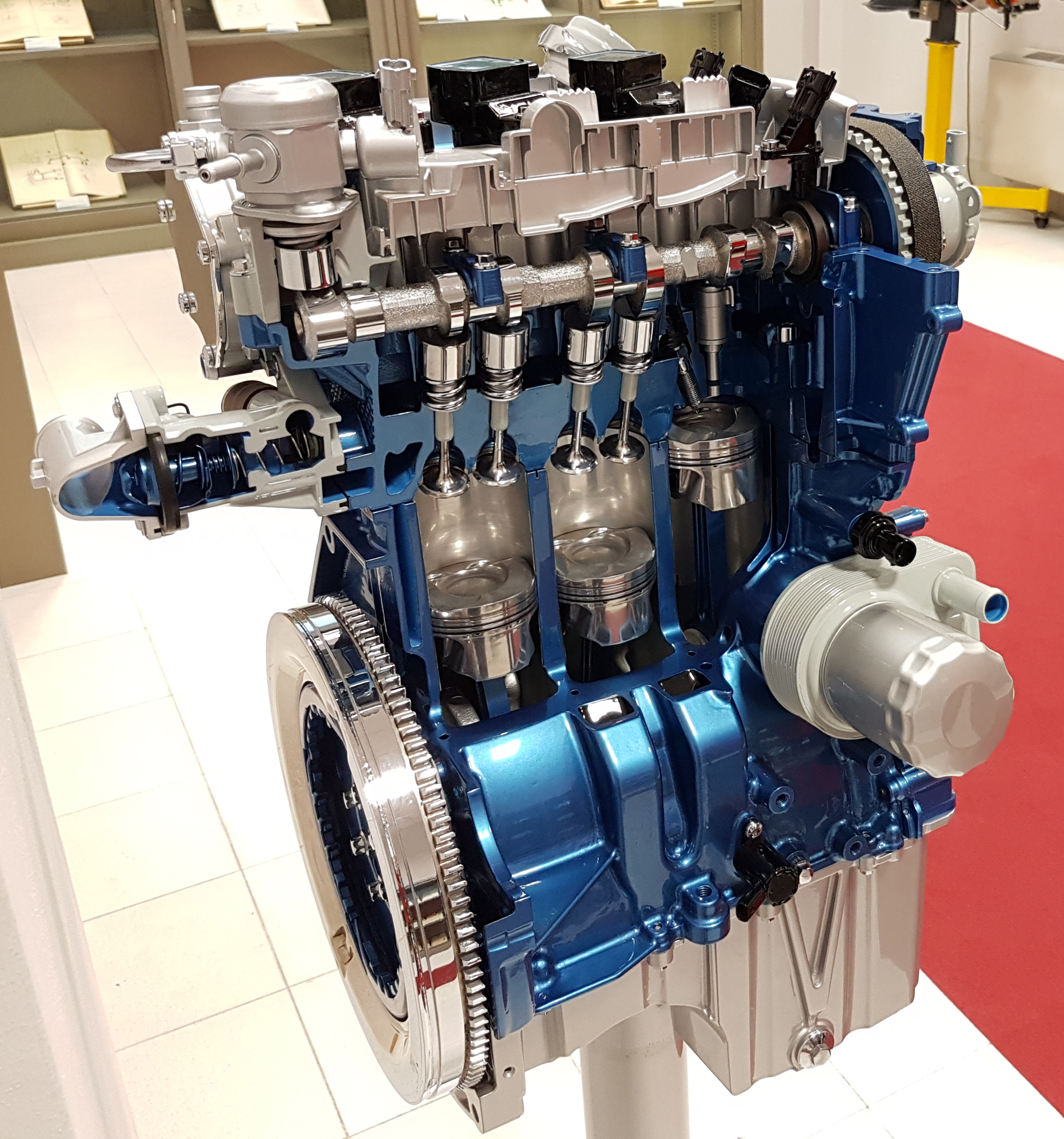
O motor automóvel Ford EcoBoost doado pela Ford Italia e exposto no Museu dos Motores
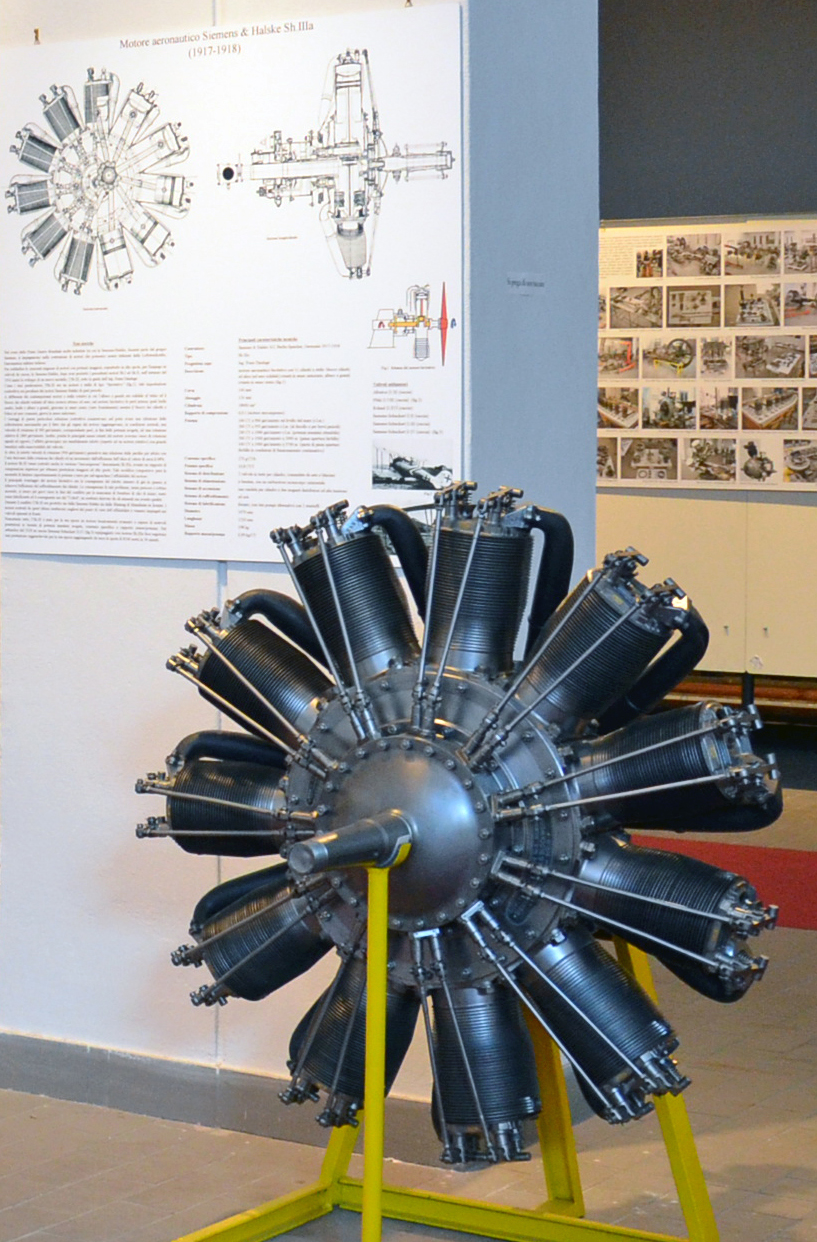
O motor Siemens Halske Sh.IIIa exposto no museu
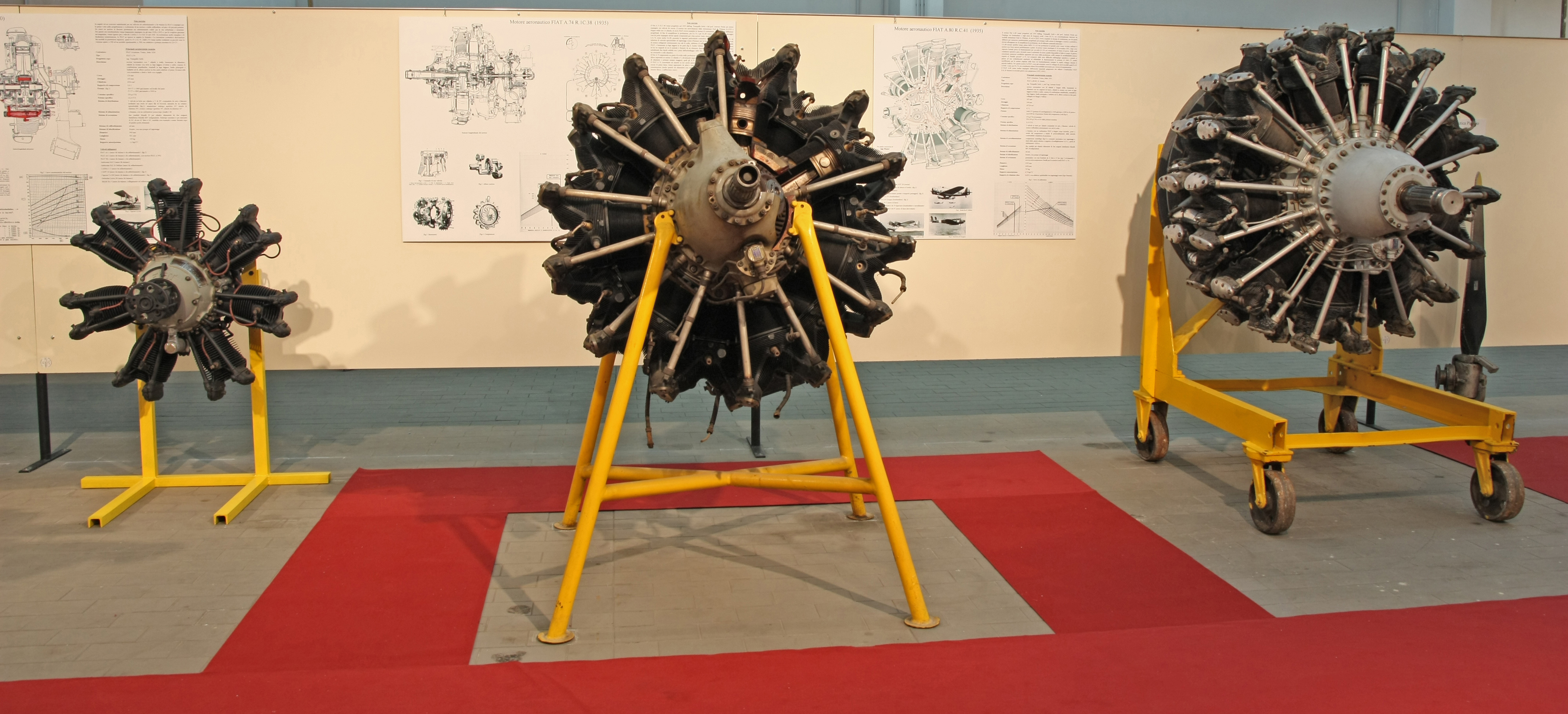
Motores de avião FIAT : FIAT A.50, FIAT A.74, FIAT A.80
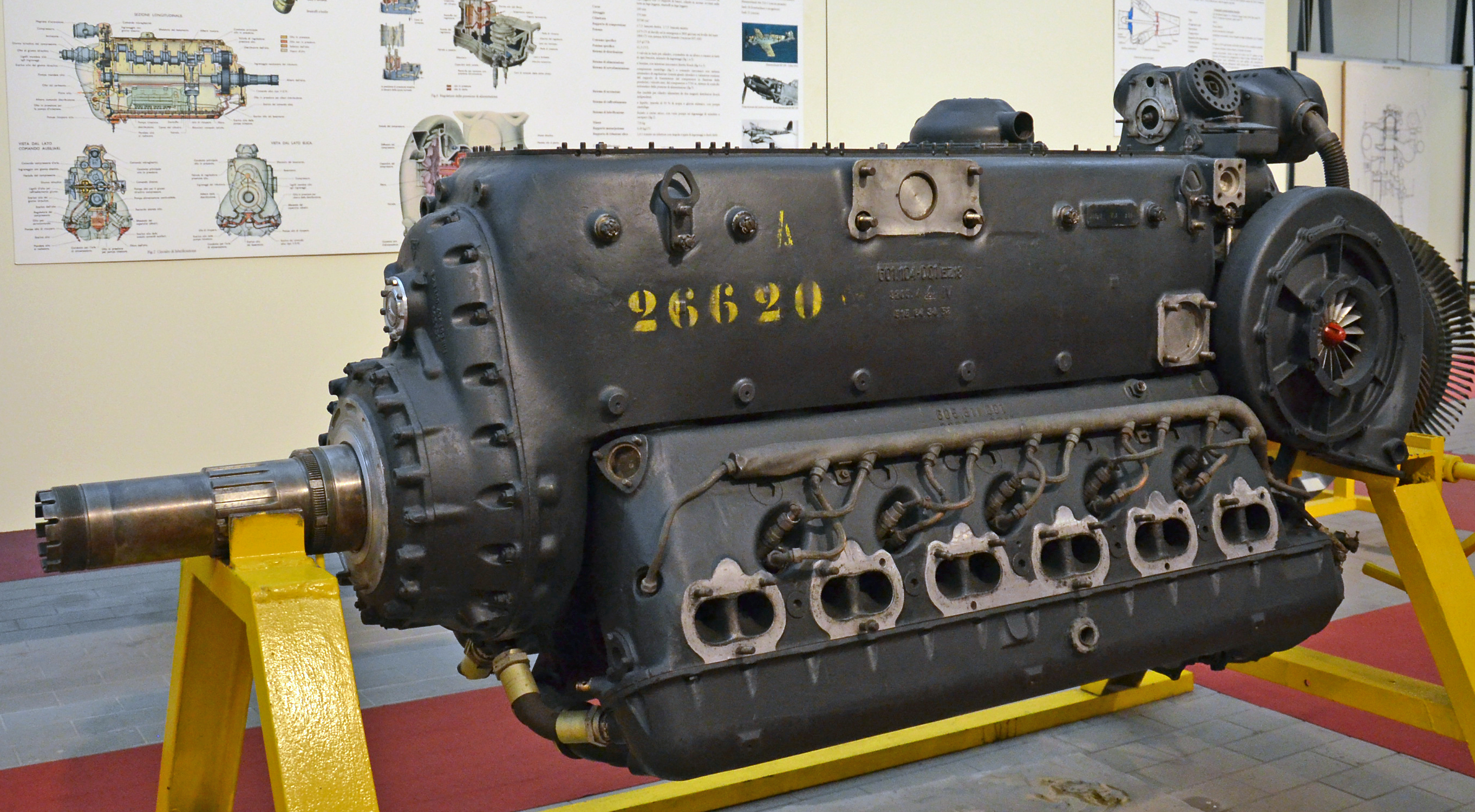
O motor Daimler-Benz DB605 exposto no museu
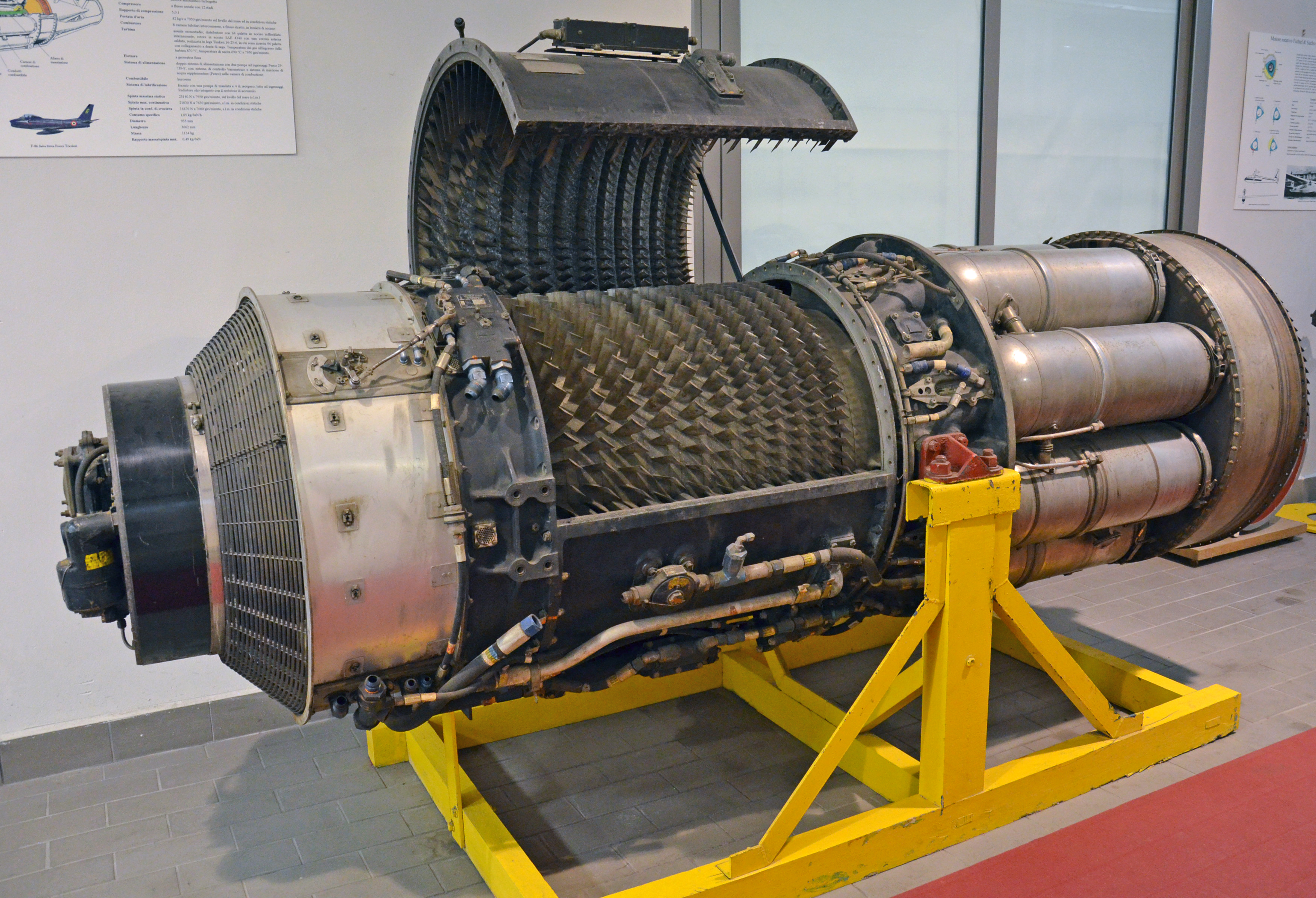
O motor a jato General Electric J47 do Museu dos Motores
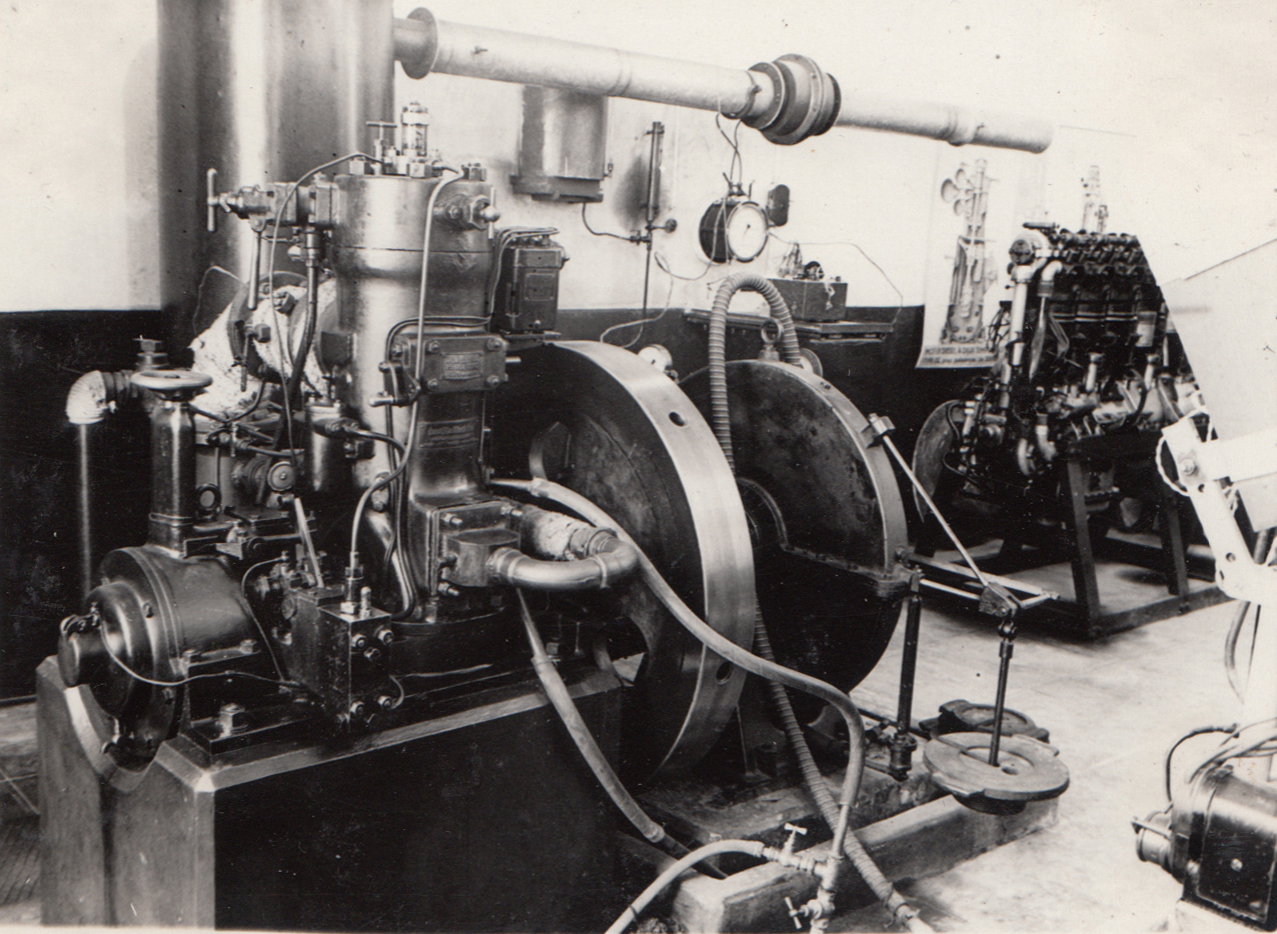
Fotos da década de 1930 do Laboratório de Engenharia Mecânica da Universidade de Palermo
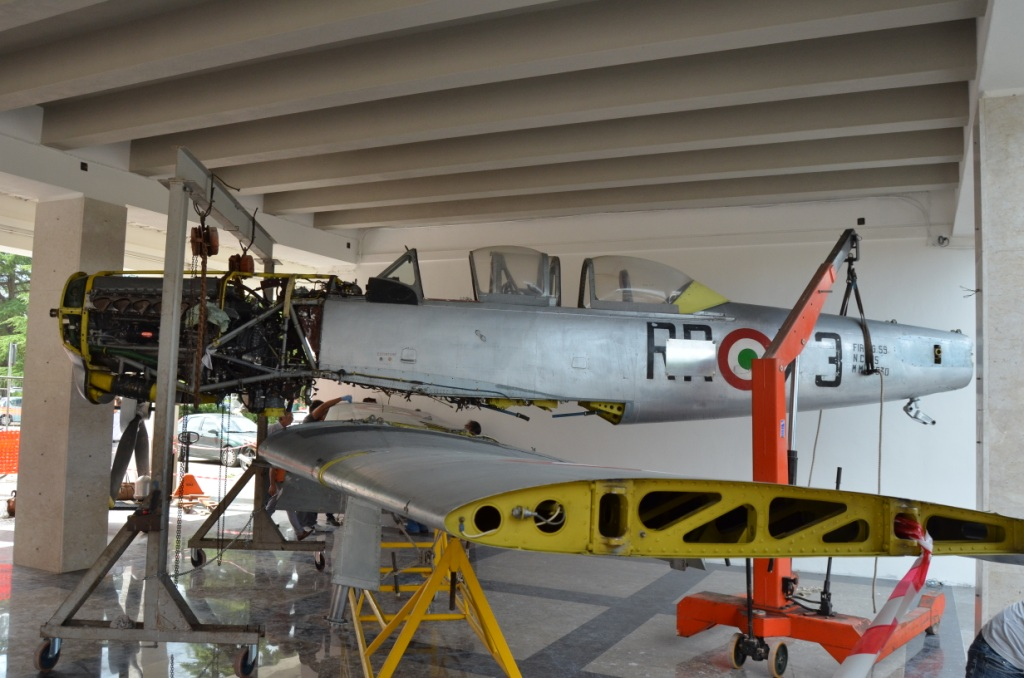
Uma das etapas da restauração e museificação do histórico avião FIAT G.59 4B
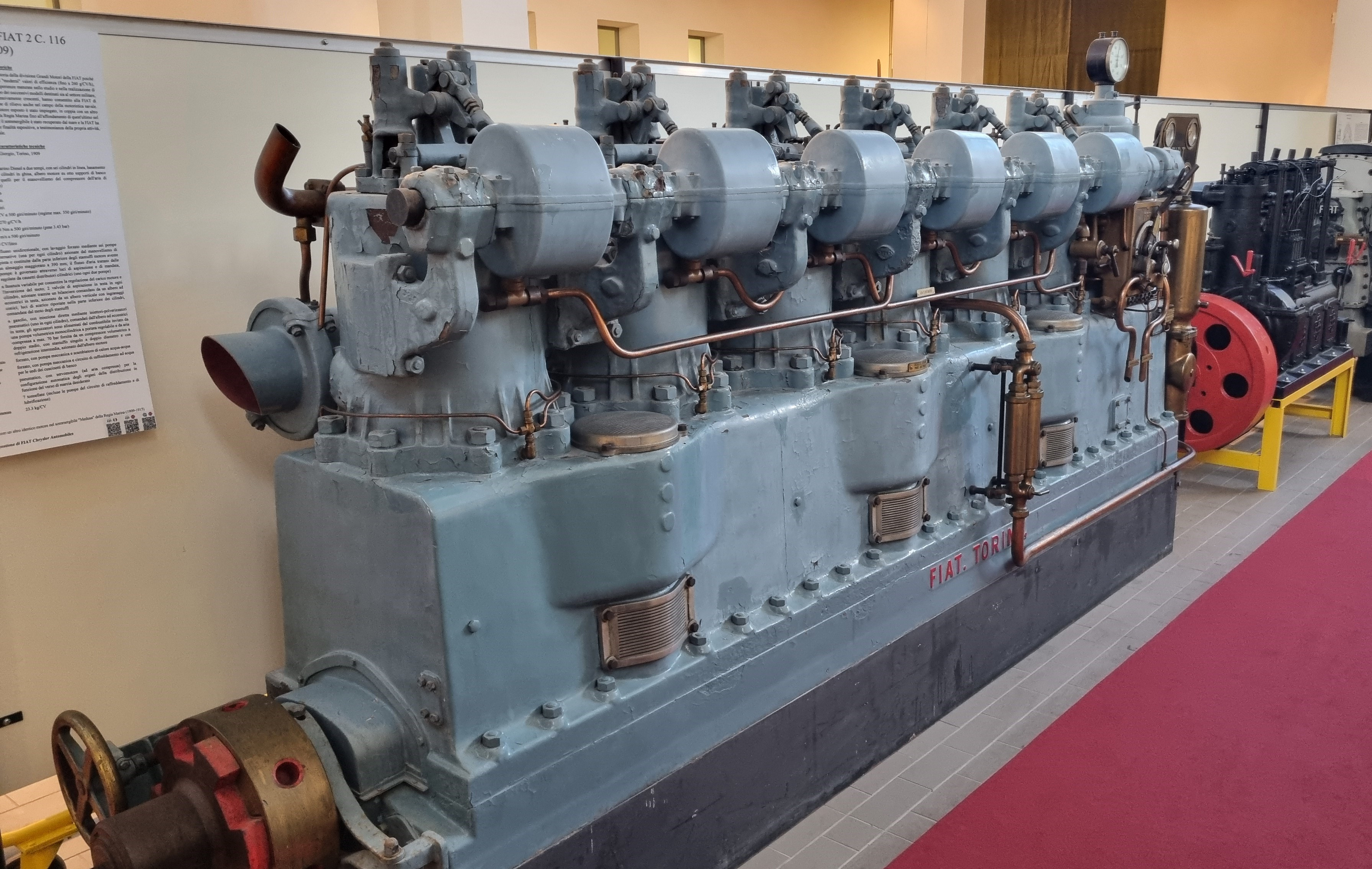
O motor marinho FIAT 2C. 116, equipado no submarino Medusa